# Cristolatría
La palabra cristolatría (del griego khristós, Ungido, y latreia, adoración) se usa para referirse a la adoración de Cristo.
La palabra se usaba por aquellos que negaban la divinidad de Cristo para designar despectivamente a los católicos, que reconociendo a Cristo como Dios, como a Dios le adoraban. Era, como se ve, un remedo de la palabra idolatría.